# Recopa Sudamericana 2003
De Recopa Sudamericana 2003  was de 11e editie van de Zuid-Amerikaanse supercup die jaarlijks gespeeld wordt in het Zuid-Amerikaanse voetbal tussen de winnaars van CONMEBOL competities Copa Libertadores en Copa Sudamericana.

## Gekwalificeerde teams
| Team        | Kwalificatie                   | Vorige deelnames |
| ----------- | ------------------------------ | ---------------- |
| Olimpia     | Winnaar Copa Libertadores 2002 | 1991             |
| San Lorenzo | Winnaar Copa Sudamericana 2002 |                  |

## Wedstrijdinfo
|                            |                                                        |         |             |                                                                                               |
| 12 juli 2003 19:00 (UTC−7) | Olimpia                                                | 2 – 0   | San Lorenzo | Memorial Coliseum, Los Angeles Toeschouwers: 8.000 Scheidsrechter: Carlos Eugênio Simon (BRA) |
| 12 juli 2003 19:00 (UTC−7) | Hernán Rodrigo López 28' Julio César Enciso 69' (pen.) | Verslag |             | Memorial Coliseum, Los Angeles Toeschouwers: 8.000 Scheidsrechter: Carlos Eugênio Simon (BRA) |